# حارة سواد حنش الجنوبية (صنعاء)
حارة سواد حنش الجنوبية هي إحدى حارات حي الثورة بمديرية الثورة إحد مديريات العاصمة اليمنية صنعاء، بلغ تعداد سكانها 6872 نسمة حسب تعداد اليمن لعام 2004.